# Рязановка (станция, Московская железная дорога)
Рязановка — железнодорожная станция на линии Кривандино — Рязановка Московской железной дороги в городском округе Егорьевск Московской области. Входит в Московско-Горьковский центр организации работы железнодорожных станций ДЦС-8 Московской дирекции управления движением. По основному характеру работы является промежуточной, по объёму работы отнесена к 4 классу. Относится к 19-й тарифной зоне ЦППК.
Является тупиковой и единственной станцией на однопутной неэлектрифицированной линии Кривандино — Рязановка длиной 53 км, являющейся тупиковым ответвлением от главного хода Казанского направления МЖД.
Станция расположена в Мещёрской низменности, у северной окраины рабочего посёлка Рязановский, называемого также Рязановка. Южнее через Рязановский проходит местная автодорога, соединяющая с Егорьевским шоссе.

## Пассажирские устройства и движение
На станции одна боковая низкая пассажирская платформа, расположена у восточного пути, рядом находится бетонное пассажирское здание.

Общий вид станции с РА1 (2022)

Пригородное движение осуществляется автомотрисой (рельсовым автобусом) РА1. Всего работают 3 пары в день по маршруту Кривандино — Рязановка. Пассажиропоток минимален, проезд фактически бесплатный, разъездного кассира нет.

## История
Дата ввода в постоянную эксплуатацию участка линии Сазоново — Рязановка / Радовицы с точностью не установлена (от 1948 года до 1951 года). Дата 1932 год, указанная в справочнике ж.д. станций 1981 года, является неверной.
В первые годы работы железнодорожной линии её протяжённость была примерно на 5 км больше — действовал участок от станции Рязановка до села Радовицы южнее (станция Радовицы). Однако затем посёлок и станция были перенесены на 5 километров севернее на нынешнее место. На этом месте был построен центральный посёлок Рязановский. 

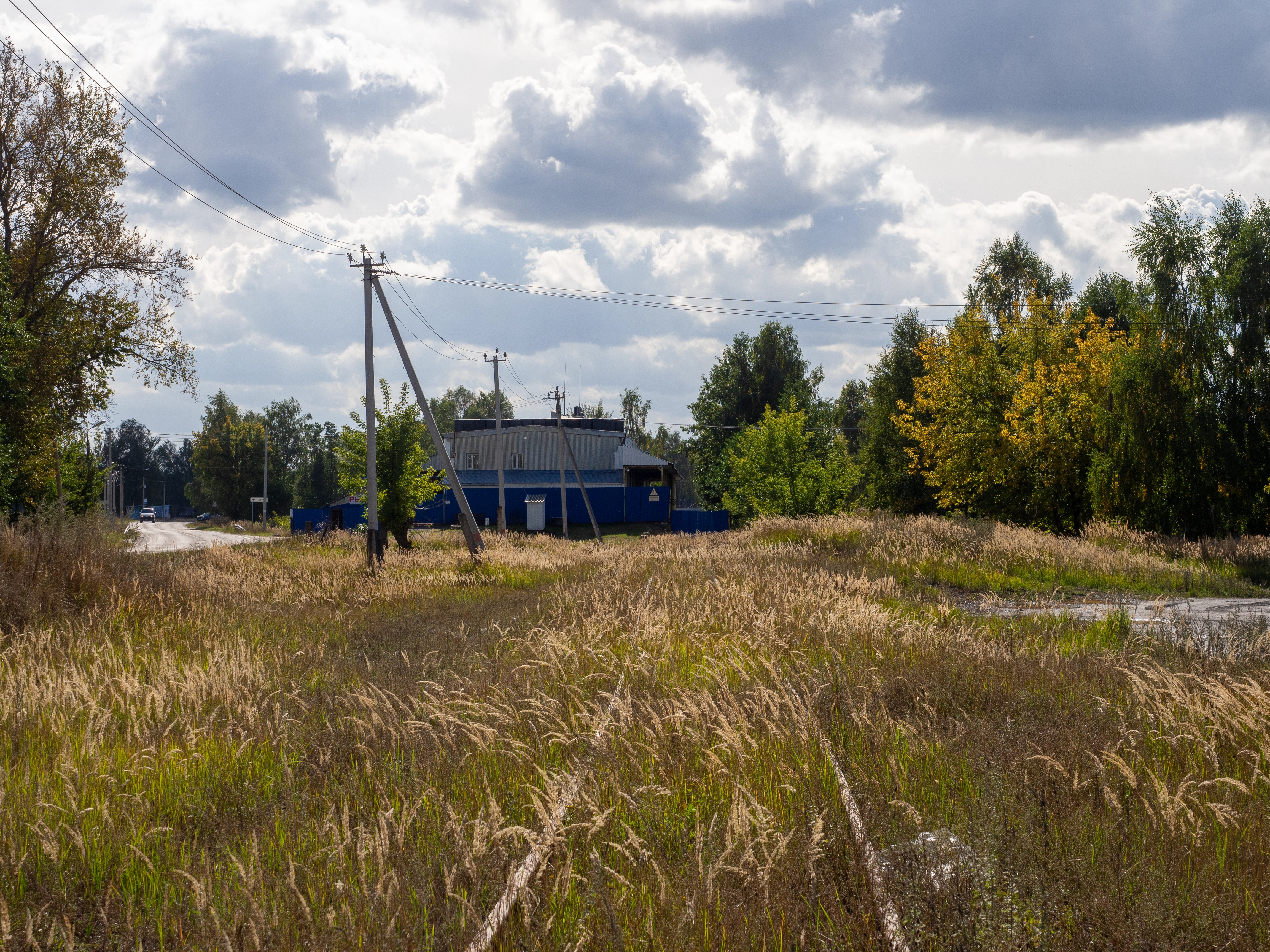
Южный конец пути в посёлке Рязановка, в километре южнее станции (2022)

Основным грузом на линии с момента её открытия и до 2009 года был торф. Одной из станций, где велась массовая погрузка торфа, была Рязановка. Здесь находились мощные, полностью механизированные торфоперегрузочные комплексы. Основным потребителем торфа являлась Шатурская ГРЭС (подъездной путь от станции Кривандино). В южной части станции действовал торфоперегруз с узкоколейной железной дороги Радовицкого транспортного управления Рязановка — Радовицы, пролегавшей западнее существовавшей ранее ширококолейной линии. 
С середины 1980-х годов пассажиропоток на линии резко возрос, потому что в окрестностях станции Рязановка появился гигантский массив садово-огородных участков. Под размещение садово-огородных участков была выделена территория торфяного массива между сёлами Радовицы и Алфёрово (добыча торфа на ней прекратилась в 1980-х годах). Число садовых участков достигло нескольких тысяч. Владельцами их стали, в основном, москвичи. Поезд Кривандино — Рязановка, состоявший в то время из трёх вагонов, в дачный сезон нередко был переполнен. В 1990-х работали прямые пригородные поезда на тепловозной тяге по маршруту Москва-Пасс.-Казанская — Рязановка для дачников. К 2000-м годам, в связи с покупкой многими дачникам личных легковых автомобилей, пассажиропоток стал падать и вскоре стал минимальным.
В 2008 году с связи с отказом Шатурской ГРЭС от использования торфяного топлива перевозка торфа прекратилась. В апреле 2009 года торфоперегруз в Рязановке кратковременно заработал, было проведено несколько составов с торфом. Но затем торфоперегруз был окончательно закрыт и разобран, как и узкоколейная железная дорога. 

Редкий грузовой поезд на линии Кривандино-Рязановка (2022)

Ранее Рязановка являлась станцией 3-го класса, ныне — 5-го класса.
С графика 2012 года пригородный поезд Кривандино — Рязановка на тепловозной тяге был заменён на рельсовый автобус РА1.